# Claes Egnell

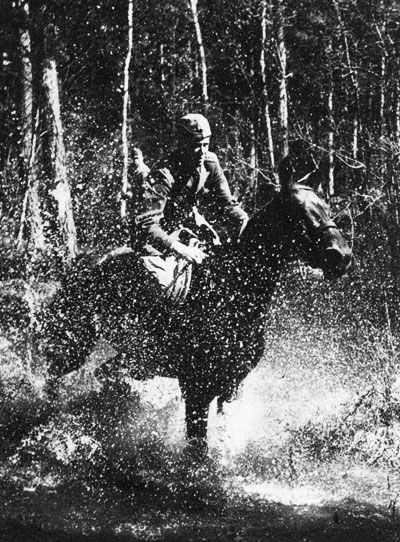
Claes Egnell

Claes Robert Herman Vidarsson Egnell (* 29. Januar 1916 in Örebro; † 15. Januar 2012 in Falun) war ein schwedischer Moderner Fünfkämpfer und Sportschütze. Er war Teilnehmer bei Olympischen Winter- und Sommerspielen.

## Leben
Zum ersten Mal nahm Claes Egnell an Olympischen Spielen im Jahr 1948 in St. Moritz teil. Er war einer von vier schwedischen Teilnehmern – einer davon der spätere Olympiasieger im Modernen Fünfkampf, William Grut – beim Demonstrationswettbewerb Winter-Pentathlon und der einzige der vier, der den Wettbewerb nach einem Beinbruch infolge eines Unfalls im Abfahrtslauf nicht beenden konnte. Bis dahin hatte er an vierter Stelle gelegen. Noch im selben Jahr startete er bei den Olympischen Sommerspielen in London im Wettbewerb Schnellfeuerpistole und erreichte dort den 24. Platz. Bei den Olympischen Sommerspielen 1952 in Helsinki trat er im Modernen Fünfkampf an. Im Einzel belegte er den elften Platz, zusammen mit Torsten Lindqvist und dem Olympiasieger im Einzel, Lars Hall, konnte er die Silbermedaille im Mannschaftswettbewerb gewinnen.
Egnells Heimatverein war I3 Idrottsförening, Örebro. Die Tageszeitung Nerikes Allehanda hatte ihm schon 1939 die Goldmedaille für die bekannteste Persönlichkeit des Sports in der Provinz Örebro zugesprochen. 1945 war er Preisträger der angesehenen Svenska-Dagbladet-Goldmedaille. Die Begründung der Jury lautete

„För två SM vunna efter hård kamp för att komma i kapp efter svår skada.“

„Für zwei schwedische Meisterschaften nach dem harten Kampf um seine Rückkehr nach einer schweren Verletzung.“

Er war bis zuletzt dem Modernen Fünfkampf verbunden, so war er unter anderem Ehrengast beim World Cup Finale im Modernen Fünfkampf 2005 in Uppsala. Er lebte bis zu seinem Tod in Falun.